# Wolfsberg (Bad Liebenstein)
Wolfsberg ist ehemaliges Gut im südlichen Teil Bairodas der Stadt Bad Liebenstein im Wartburgkreis in Thüringen. Das Gut Wolfsberg war ein wohl erst im 18. Jahrhundert gegründetes Gut im südlichen Teil von Bairoda.

## Lage
Wolfsberg befindet sich am Oberlauf des Farnbach, einem rechten Zufluss der Werra. Durch Wolfsberg verläuft der Breitunger Rennsteig, heute ein Wanderweg, der auf der Trasse einer Altstraße von Herrenbreitungen über den Rennsteig westlich des Inselsberges in das Emsetal und nach Gotha führte. Höchste Erhebung ist die Große Wolfskuppe (459,5 m ü. NN), gefolgt von der Kleinen Wolfkuppe (446,1 m ü. NN) beide bestehen aus Buntsandstein.

## Geschichte
Quer durch den heutigen Bad Liebensteiner Stadtteil Bairoda verläuft eine historische Landesgrenze. Während der westliche Teil im Herzogtum Sachsen-Meiningen, seit 1920 im Land Thüringen lag, gehörte der östliche Teil mit dem Namen Beierode zu Hessen-Kassel (Herrschaft Schmalkalden) bzw. Kurhessen und von 1866/68 bis 1944 zur Provinz Hessen-Nassau im Königreich Preußen. Dieser Flurteil von Beierode war über Jahrhunderte eine Exklave des Ortes Herrenbreitungen. Die historische Landesgrenze verläuft, noch durch einige alte Grenzsteine belegt, am Farnbach entlang in Richtung Süden und hatte auch das kleine Trockental zwischen den beiden Wolfsbergkuppen umschlossen, dieses Gebiet gegenüber von Meimers gehörte somit ebenfalls in das Gebiet des Amtes Herrenbreitungen in Preußen.
Mit der Auflösung des Staates Preußen als Folge des Zweiten Weltkrieges wurde von den Alliierten einige Grenzkorrektur veranlasst. Der über Jahrhunderte geteilte Ort Bairoda–Beierode ging, wie auch der ehemals preußische Teil vom Landkreis Herrschaft Schmalkalden an das neu gebildete Land Thüringen. Bei der späteren Einteilung der DDR-Bezirke und Kreise erfolgte die Grenzziehung in diesem Gebiet unter Beachtung der zuvor erfolgten Vereinigung Bairodas. Der Ort wurde dem Kreis Bad Salzungen zugeteilt. Als Folge einer Verwaltungsreform wurde Bairoda 1974 in den Ort Meimers eingemeindet, nachdem es bis dahin Teil der Stadt Bad Liebenstein war.
Ein vorheriger Name von Gut Wolfsberg war Gluckshof / Glückshof. Das jetzt am Wanderweg angebrachte Schild beim Wolfsberg hat diesen Namen in die Form Kuckuckshof verunechtet.
Mit der Zugehörigkeit zum Kloster Herrenbreitungen gehörte der Wolfsberg zum Gebiet der Frankensteiner Vogtei.

Eine statistische Übersicht von 1830 nennt den Status, Größe und Einwohnerzahl der Herrenbreitunger Exklaven:

„Die Höfe Beierode mit 3 Häusern und 28 Seelen, Winne mit 3 Häusern und 18 Seelen und Wolfsberg mit 1 Haus und 13 Seelen sind alle 3 kurfürstliche Kammergüter.“

## Heutige Situation
Der gegenwärtig unbewohnte Hof Wolfsberg wird weiterhin landwirtschaftlich genutzt und von seinen Besitzern bewirtschaftet. Er befindet sich etwa 1,2 Kilometer östlich von Meimers und etwa 3 Kilometer südlich der Kernstadt Bad Liebenstein.

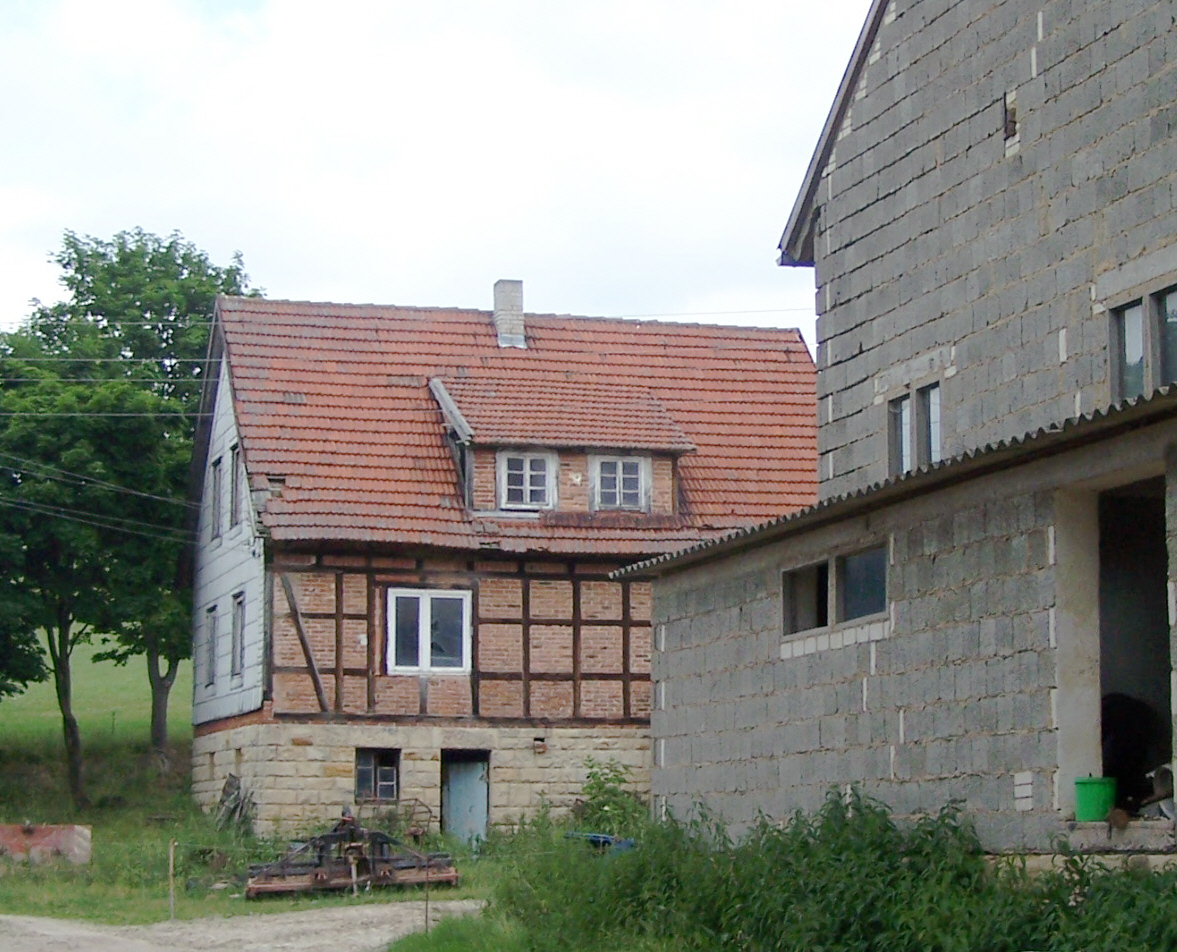
Nahaufnahme Gut Wolfsberg (2008)
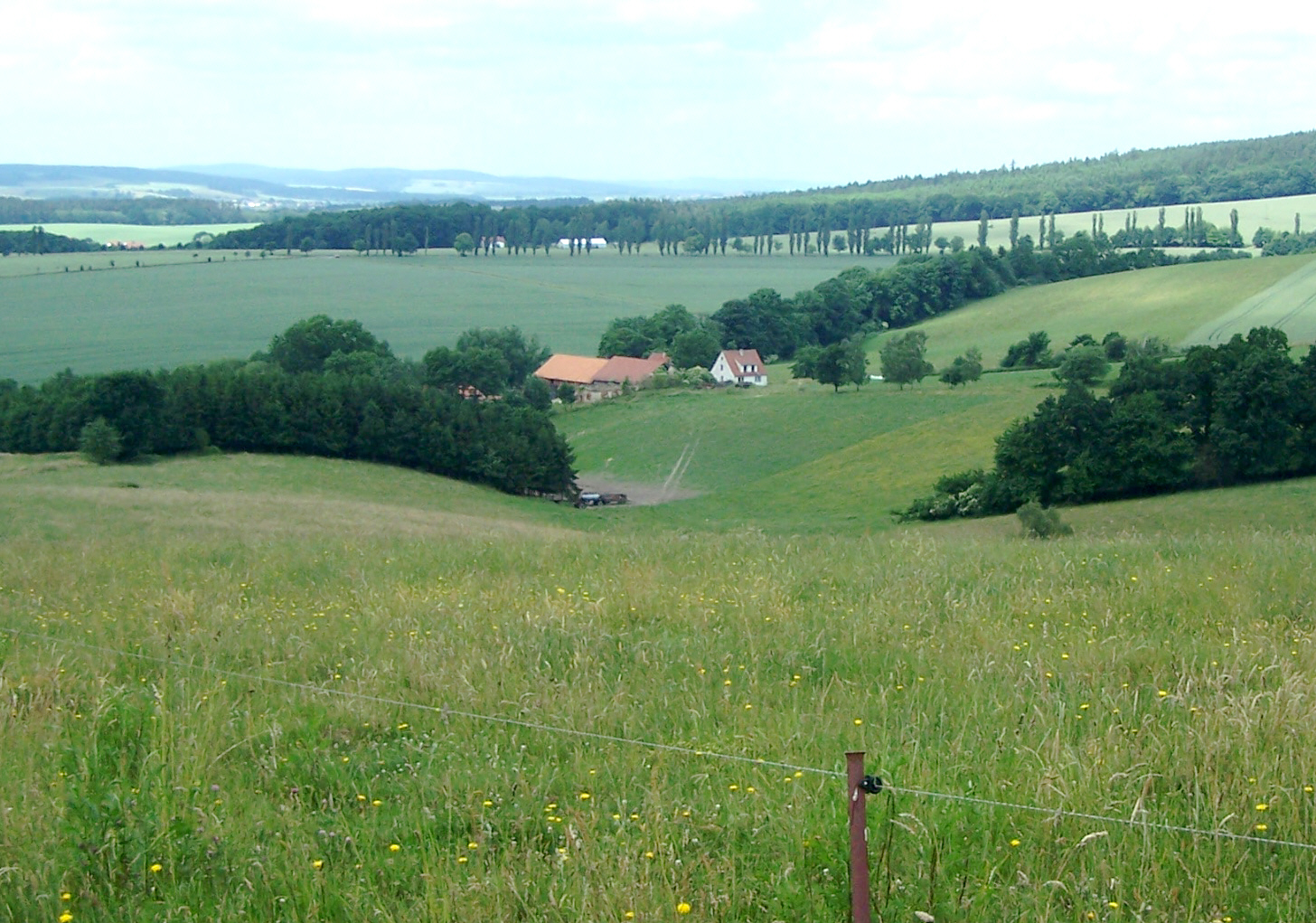
Blick vom Breitunger Rennsteig zum Gutshof Wolfberg
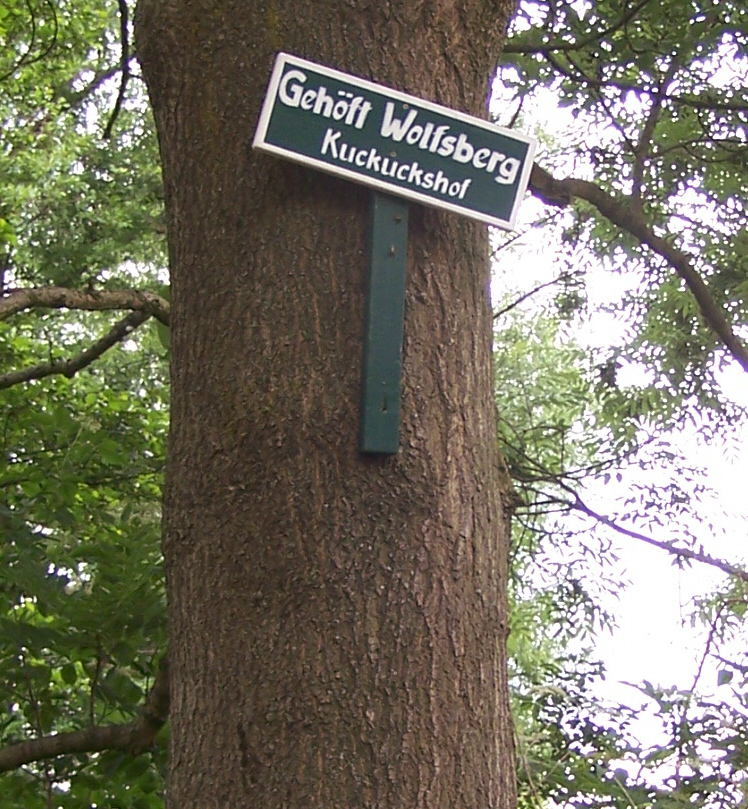
Am Breitunger Rennsteig Gehöft Wolfsberg  Kuckuckshof
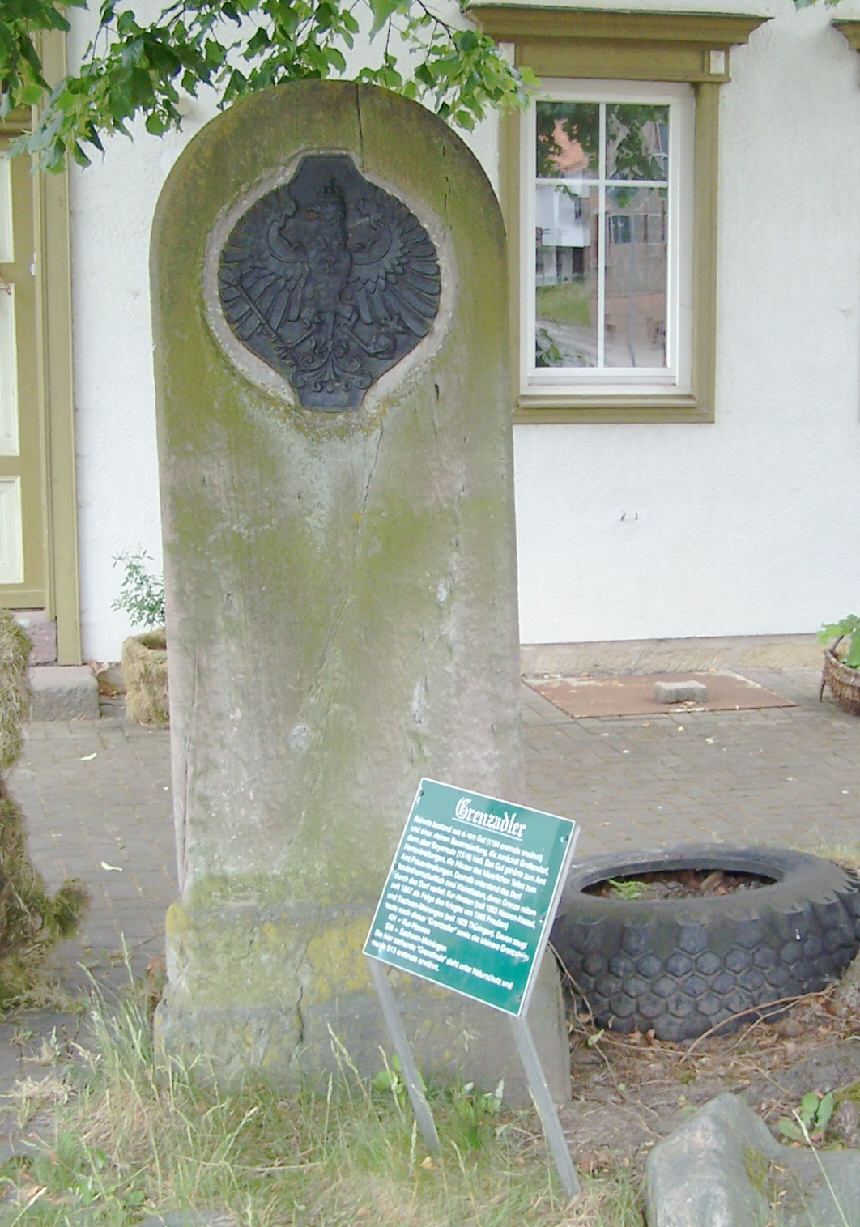
Der Grenzadler im Stadtteil Bairoda